# 동슬라보니아 바라냐 서시르미아 세르브인 자치주
동슬라보니아, 바라냐 및 서시르미아 세르비아인 자치주(세르비아어:  Српска аутономна област Источна Славонија, Барања и Западни Срем, 크로아티아어: Srpska autonomna oblast Istočna Slavonija, Baranja i Zapadni Srijem), 약칭 SAO 동슬라보니아, 바라냐 및 서시르미아(SAO BAWS)는 유고슬라비아 전쟁 기간 크로아티아 동부 지역에 세워진 세르비아인 자치주(SAO)이다. 크로아티아 내에서 독립을 선언한 세르브계 자치주 3곳 중 하나이다. 지리적으로는 슬라보니아, 바라냐, 시르미아 지역 일부를 포괄한다.
이 지역은 1991년 크로아티아 독립 국민투표에 따라 크로아티아 사회주의 공화국이 유고슬라비아로부터 독립을 선언한 1991년 6월 25일 이 날 결성되었다. 크로아티아 독립 전쟁 초기가 끝나던 1992년에는 크로아티아에서 분리 독립을 선언한 세르비아 크라이나 공화국(RSK)에 가입하였다. 1995년 세르비아 크라이나 공화국이 멸망한 후 잠시 동안 같은 이름을 가진 세르브계 국가인 동슬라보니아, 바라냐 및 서시르미아 자치체가 수립되었으나 1998년 에르두트 협정으로 유엔 과도행정부인 유엔 동슬라보니아, 바라냐 및 서시르미움 잠정통치기구가 설립되면서 완전히 멸망하였다.

## 역사
1991년 1월 7일 크로아티아 동부 지역의 세르브인 정치 지도자들이 모여 "슬라보니아, 바라냐, 서시르미아 세르비아 국가의회"라고 부르는 지역 자치 정치 기구를 세우기로 합의하였다. 6월 25일에는 세르브계 자치주 중 하나인 "SAO 동슬라보니아, 바라냐 및 서시르미아"로 독립을 선언하였으며 6월 26일 초대 대통령으로 고란 하지치가 취임하였다. SAO 크라이나처럼 세르비아 국가의회에서 국가로 발전하였으나 이름이 중간에 "동슬라보니아, 바라냐 및 서시르미아"로 바뀌었다는 차이점이 있다.
처음에는 별도의 세르브계 자치주 중 하나였으나 1992년 2월 세르비아 크라이나 공화국(RSK)에 가입, 합류하였다. 이 SAO의 국경은 크로아티아 독립 전쟁의 초기 단계인 1991년 말 고착된 전선과 같다. 1995년 8월까지 SAO 동슬라보니아, 바라냐 및 서시르미아는 사실상 세르비아 크라이나 공화국의 지배 하에 있었으나 유엔 안전 보장 이사회 결의 제753호에 의거 명목상으로는 크로아티아의 영토였다. 이 지역은 세르비아 크라이나 공화국 내에서 자체적인 지역 행정 기관을 가지고 있지 않았다.

## 지리
구 동슬라보니아, 바라냐 및 서시르미아 세르비아인 자치주는 중부 유럽 판노니아 평원에 있다. 이 국가의 동쪽 국경은 도나우강과 거의 같으며, 서쪽 국경도 약 1/3 정도는 드라바강과 같다. 드라바강과 도나우강의 합류점에 있는 코파치키 리트 국립공원에는 거대한 늪지가 형성되어 있어 자연적으로 큰 장벽 역할을 했으며, 세르비아 지역을 제외하고는 바라냐와 슬라보니아 남쪽을 잇는 도로나 철도가 하나도 없었다.
동쪽과 서쪽 경계와는 달리 남쪽과 북쪽은 자연 경계가 아니였다. 유고슬라비아 왕국 이래로 쭉 유지해온 북쪽의 헝가리와 맞닿는 국경은 일부 지역은 슬라보니아 왕국 시절 다뉴브강 경계선과 비슷하나 대부분의 경계는 유고슬라비아 신연방 시기에 수립되었으며 서쪽과 남쪽의 국경 일부 지역은 크로아티아 독립 전쟁이 1991년 말 잦아들면서 고착된 전선으로 유지되었다.

## 인구 분포
이 지역의 인구는 민족적으로 혼합되어 있는 지역이다. 전쟁 이전 지역 총인구는 192,163명이며, 민족 구성은 다음과 같다.
- 크로아트인 90,454명(47%)
- 세르브인 61,492명(32%)
- 기타 민족 40,217명(21%, 마자르인, 롬인, 유고슬라브인, 독일인, 루테니아인, 슬로바크인 등)

크로아티아 독립 전쟁 기간 총인구 16만명 중 세르브인이 109,500명을 차지하였다. 구유고슬라비아 국제형사법원(ICTY)는 SAO 동슬라보니아, 바라냐 및 서시르미아의 지도자 고란 하지치가 이 지역의 비세르브계, 특히 크로아트인에 대해서 살해, 강제 추방 등의 방법을 통해 인종 청소를 한 혐의로 기소되었다.

## 같이 보기
- 유고슬라비아의 해체
- 세르비아 크라이나 공화국
- 크로아티아 독립 전쟁

## 참고 문헌
- The Thorny Issue of Ethnic Autonomy in Croatia: Serb Leaders and Proposals for Autonomy, Nina Caspersen, London School of Economics and Political Science (https://web.archive.org/web/20110302211937/http://www.ecmi.de/fileadmin/downloads/publications/JEMIE/2003/nr3/Focus3-2003_Caspersen.pdf)